# Pouvoirs (revue)
Pour les articles homonymes, voir Pouvoir.
Pouvoirs est une revue française trimestrielle créée en 1977 aux Presses universitaires de France par Philippe Ardant et Olivier Duhamel. Elle est publiée par les Éditions du Seuil depuis son numéro 68 en 1994, et dirigée actuellement par Julie Benetti et Nicolas Molfessis. Elle est devenue l’une des premières revues françaises dans le domaine des institutions et de la science politique.
Chaque numéro de la revue est consacré à un thème traité en une dizaine d’articles commandés pour former un ensemble cohérent. Le choix des thèmes vise à porter à la connaissance du public universitaire et cultivé, les analyses les plus récentes sur des institutions ou des domaines à appréhender, du point de vue de la science politique et du droit et sur tel ou tel pays étranger.
La revue fait appel à des chercheurs français ou étrangers, jeunes ou confirmés, mais toujours de manière à respecter la pluralité idéologique et scientifique.
S’ajoutent à ces articles des études régulières sur l’évolution des principaux systèmes politiques étrangers (Repères étrangers) comme sur la vie politique française (Chronique constitutionnelle française).
Trouvent place enfin quelques articles sans rapport avec le thème et les rubriques permanentes, sélectionnés parmi les travaux de recherche qui sont adressés à la revue.

## Comité de rédaction
Nicole Belloubet, Julie Benetti, Myriam Benlolo Carabot, Antonin Guyader, Thomas Hochmann, Wanda Mastor, Nicolas Molfessis, Éric Thiers, Mathilde Unger.